# Hirsutella versicolor
Hirsutella versicolor är en svampart som beskrevs av Petch 1932. Hirsutella versicolor ingår i släktet Hirsutella och familjen Ophiocordycipitaceae.   Inga underarter finns listade i Catalogue of Life.